# Finnbo, Falun
Finnbo är en fyndort för mineral, belägen strax norr om den gamla vägen mellan Falun och Sundborn, cirka 3 kilometer östnordöst om staden och 1,6 kilometer väster om gården Finnbo.
Ursprungligen fanns här ett litet kvartsbrott med pegmatitgång, där Johan Gottlieb Gahn gjorde stora fynd av såväl mycket sällsynta mineral som för vetenskapen helt nya. Förutom Gahn har även Jöns Jacob Berzelius, Wilhelm Hisinger och Anders Hedenberg har beskrivit mineral härifrån. Med hänseende till mineralsammansättningen påminner fyndigheten om Broddbo, Kårarvet och Ytterby.
Av de mineral som här påträffats märks gadolinit, yttriumhaltig mangangranat, zirkon, beryll, ortit, topas (pyrofysfalit), tantalit, yttrotantalit, fluocerit och tennsten.